# چیزی به ذهنم نمی‌رسه (ترانه)
«چیزی به ذهنم نمی‌رسه» (به انگلیسی: No Idea) ترانه‌ای از رپر و خوانندهٔ آمریکایی دان تالیور می‌باشد که در ۲۸ مهٔ سال ۲۰۱۹ از سوی کاکتوس جک رکوردز، آتلانتیک رکوردز و وی ران ایت انترتینمنت به‌عنوان تک‌آهنگ اصلی نخستین آلبوم استودیویی وی تحت عنوان بهشت یا جهنم منتشر گردید. این ترانه پس از ویرال شدن در اپلیکیشن اشتراک ویدئو تیک‌تاک در دسامبر سال ۲۰۱۹ به محبوبیت دست یافت.